# Ga Tả Doanh–Phượng Thành
Tả Doanh–Phượng Thành (tiếng Trung: 左營·舊城; bính âm: Zuǒyíng–Jìuchéng) là một ga đường sắt ở Cao Hùng, Đài Loan được quản lý bởi Đường sắt Đài Loan. Nhà ga này phục vụ cho tuyến đường sắt thường.
Tên Tả Doanh trước đây được đặt theo thành phố Tả Doanh cũ gần đó, sau đó nhà ga được đổi tên vào ngày 14 tháng 10 năm 2018 để tránh nhầm lẫn với ga Tân Tả Doanh, khi ga ngầm được mở cửa.

## Lịch sử
Nhà ga mở cửa vào ngày 29 tháng 11 năm 1900. Lần tái xây dựng cuối cùng là vào năm 2018, thay thế cho công trình tạm thời mở cửa vào năm 2013.